# イアン・マクドナルド (ミュージシャン)
イアン・マクドナルド（Ian McDonald、1946年6月25日 - 2022年2月9日）は、イングランド出身のロックミュージシャン、マルチプレイヤー、音楽プロデューサー。
「キング・クリムゾン」「フォリナー」などの創設メンバーとして活動した。

## 来歴

### 生い立ちと初期の経歴
イングランド ミドルセックス州（現: グレーター・ロンドン）ハウンズロー区オスタリー生まれ。中流階級の両親は音楽好きで、レス・ポール、ガイ・ミッチェル、フランク・シナトラ、エラ・フィッツジェラルドなどをよく聴いていた。家にはピアノがあり、父親はギターも弾いたが、マクドナルドが最初に演奏した楽器はドラムだった。一家は彼が12歳の時にトゥイッケナムの近くのテディントンに引っ越し、彼はエマニュエル・スクールに通った。そして父親からギターの初歩を学んで学校のコンサートで弾き始め、14歳の頃にはロック・バンドを結成して地元で演奏していた。
彼は学業に全く関心を失い、1961年、15歳半の時に退学させられた。両親の言いつけで彼は軍に入隊し、17歳になると連隊配属になった。任務の合間にジュニア・バンドでクラリネットを学んた。1963年から1964年にかけてロイヤル・ミリタリー・スクール・オブ・ミュージックに通ったあと、北アイルランドに赴任し、さらに6か月間をイギリス領ギアナで任務についた。母国イギリスではビートルズ旋風が吹き荒れていたが、彼は異国の地で勤務しながらジャズ、スウィング、ビッグ・バンド、男声コーラスなど様々な音楽に親しみ、演奏だけでなく作曲や編曲の技術も習得していった。ベルファストに帰任して間もなく、1967年、彼は除隊してロンドンに戻った。
21歳の彼はジョン・ピールのBBC Radio 1を聴き、夜のロンドンに繰り出して新しい音楽に触れた。結成されたばかりのフェアポート・コンヴェンションのステージをコヴェント・ガーデンのミドル・アースで観て、女性ボーカリストのジュディ・ダイブルと知り合った。またコンピューターのプログラマーだったピーター・シンフィールドが結成したクリエイションに参加し、シンフィールドが作詞作曲した楽曲「クリムゾン・キングの宮殿」に全く異なる旋律をつけて新しい曲に変えた。彼は歌詞に感心して、シンフィールドの作曲の稚拙さを指摘した上で二人で曲を書いていこうと提案した。

### ジャイルズ・ジャイルズ&フリップからキング・クリムゾンへ
シンフィールドのクリエイションは間もなく解散した。マクドナルドのガールフレンドになっていたダイブルは、フェアポート・コンヴェンションのデビュー・アルバムの制作後に脱退し、1968年6月にジャイルズ・ジャイルズ&フリップ（GG&F）に加入した。マクドナルドは彼女に同行し、ホーム・レコーディングによるデモ・テープの制作に参加してシンフィールドとの共作「風に語りて」を提供した。彼とダイブルは間もなく破局し、ダイブルは在籍一か月でGG&Fを脱退した。
1969年1月、GG&Fは幾つかのメンバー・チェンジを経て、マクドナルド（木管楽器、メロトロン、ボーカル）、ロバート・フリップ（ギター）、マイケル・ジャイルズ（ドラムス、ボーカル）、グレッグ・レイク（ベース、ボーカル）の顔ぶれになっていた。同月13日、彼等はフラム・パレス・ロード・カフェ（Fulham Palace Road Café）の地下室に楽器と機材を運び入れてリハーサルを始めた。この日からシンフィールドがローディーとして照明と音響を担当することになった。同月22日、バンドの名前がキング・クリムゾンになり、月末にはデヴィッド・エントホーヴェン（David Enthoven）とジョン・ゲイドン（John Gaydon) がマネージャーに着任した。演奏活動が始まり、シンフィールドは作詞と照明を担当する「演奏しないメンバー」として正式に加入した。
同年7月5日、キング・クリムゾンはローリング・ストーンズのハイドパーク・フリーコンサートに出演して話題を集め、10月にプログレッシブ・ロック史に残るデビュー・アルバム『クリムゾン・キングの宮殿』を発表した。マクドナルドはシンフィールドとの共作「クリムゾン・キングの宮殿」「風に語りて」を提供し、オリジナル曲の作曲でも核となる役割を果たした。また「21世紀のスキッツォイド・マン」で畳みかけるサクソフォーン、「風に語りて」で優しく奏でられるフルート、「エピタフ」で荘厳に響くメロトロンといった具合に、マルチプレイヤーとしての資質を全開させた。
しかしアルバム発表後のアメリカ・ツアーに疲弊し、ツアー終了後の1969年末にジャイルズと共に脱退した。

### その後
1970年5月から7月にかけて、ジャイルズと彼の弟で元GG&Fのピーター・ジャイルズ（ベース）と共にレコーディングを行ない、シンフィールドと共作した20分を超える組曲「バードマン」を含むアルバム『マクドナルド・アンド・ジャイルズ』を1971年1月に発表した。しかし恋人との破局を迎えて精神療養の為に渡米し、ジャイルズもセッション・ミュージシャンとしての活動を始めたので、二人の共同作品は一作だけに終わった。
その後数年にわたってセッション・プレイヤーや音楽プロデューサーとして活動。治療から帰国直後、最初にT・レックスの大ヒット作『電気の武者』（1971年）に参加してサクソフォーンを吹いたことは有名。キング・クリムゾンの『レッド』（1974年）でもメンバーのジョン・ウェットンの招きでサクソフォーンを吹いた。プロデューサーとしてダリル・ウェイズ・ウルフ『カニス・ループス』（1973年）、フループ『当世仮面舞踏会』（1975年）、ファイアーバレー（Fireballet）『はげ山の一夜 (Night On Bald Mountain)』（1975年）などを手がけた。
1977年、英米混成バンドのフォリナーを結成してデビュー。商業的成功にも恵まれるが、アルバム3枚で脱退。
1996年末、スティーヴ・ハケットの日本公演に参加。「クリムゾン・キングの宮殿」や「風に語りて」も披露した。
1999年、初のソロ・アルバム『ドライヴァーズ・アイズ』を発表。ハケット、ウェットン、ゲイリー・ブルッカー、ピーター・フランプトンなどの豪華ゲストを迎え、ポップでありつつもプログレッシブ・ロック色も感じさせる作品を完成させた。
その後、ジャイルズ兄弟やキング・クリムゾンの1971年までの歴代メンバーたちと21stセンチュリー・スキッツォイド・バンドを結成し、ライブ活動を行っていたが、ジャイルズの後任ドラマーだったイアン・ウォーレスの病死により、2007年に活動停止。
2013年からはHoney Westというバンドに参加し、ニューヨークに在住してライブ活動を行った。
2022年2月9日、癌により75歳で死去。

## ディスコグラフィ

### ソロ / 連名作品
ソロアルバム
- 『ドライヴァーズ・アイズ』 - Drivers Eyes (1999年)
- Take Five Steps (2019年)

マクドナルド・アンド・ジャイルズ
- 『マクドナルド・アンド・ジャイルズ』 - McDonald and Giles (1971年)

### 参加作品

#### ジャイルズ・ジャイルズ&フリップ
- 『チアフル・インサニティ・オブ・ジャイルズ・ジャイルズ&フリップ』 - The Cheerful Insanity of Giles, Giles and Fripp (1968年) ※1992年再発盤のボーナストラック「Under The Sky」に参加
- Metaphormosis (2001年)
- 『ザ・ブロンデスベリー・テープス』 - The Brondesbury Tapes (2001年)

#### キング・クリムゾン
- 『クリムゾン・キングの宮殿』 - In the Court of the Crimson King (1969年)
- 『レッド』 - Red (1974年)

#### フォリナー
- 『栄光の旅立ち』 - Foreigner (1977年)
- 『ダブル・ヴィジョン』 - Double Vision (1978年)
- 『ヘッド・ゲームス』 - Head Games (1979年)

#### スティーヴ・ハケット
- 『ジェネシス・リヴィジテッド（新約創世記）』 - Genesis Revisited (1996年)
- 『TOKYOテープス〜ジェネシス・リヴィジテッド・ライヴ1996』 - The Tokyo Tapes (1998年)
- 『ダークタウン』 - Darktown (1999年)
- 『トゥ・ウォッチ・ザ・ストームズ』 - To Watch the Storms (2003年)

#### 21stセンチュリー・スキッツォイド・バンド
- 『オフィシャル・ブートレグ Vol.1』 - Official Bootleg V.1 (2002年)
- 『ライヴ・イン・ジャパン 2002』 - Live in Japan (2003年) ※CD＋DVD
- 『ライヴ・イン・イタリー』 - Live in Italy (2003年)
- 『ピクチャー・オブ・ア・シティー ライヴ・イン・ニュー・ヨーク』 - Pictures of a City – Live in New York (2006年)